# Pissuglio
Pissuglio o scoglio Pissuglio (in croato Pisulj) è uno scoglio disabitato della Croazia, situato lungo la costa occidentale dell'Istria, a sud del canale di Leme e sudest di punta Corrente (rt Kurent).
Amministrativamente appartiene alla città di Rovigno, nella regione istriana.

## Geografia
Pissuglio si trova a sudest di punta Gustigna (rt Gustinja) e all'ingresso occidentale dell'insenatura di Val Palù (uvala Palud), che prende il nome dal Palù (Palud), palude e riserva ornitologica speciale, il cui emissario sfocia proprio nella baia. Nel punto più ravvicinato, Pissuglio dista 195 m dalla terraferma.
Gustigna è uno scoglio ovale, orientato in direzione nord-sud, che misura 95 m di lunghezza e 85 m di larghezza massima. Ha una superficie di 5703 m² e uno sviluppo costiero di 0,275 km.

### Isole adiacenti
- Gustigna (Gustinja), scoglio situato a circa 1,25 km a sudovest di Pissuglio.

### Cartografia
- (HR) Mappa topografica della Croazia 1:25000, su preglednik.arkod.hr.